# 第一代海德霍普的康寧漢子爵安德魯·康寧漢
安德魯·布朗·康寧漢，第一代海德霍普的康寧漢子爵，Bt，KT，GCB，OM，DSO及兩枚勳帶（英語：Andrew Browne Cunningham, 1st Viscount Cunningham of Hyndhope，1883年1月7日—1963年6月12日），英國海軍元帥。
康寧漢于1883年1月7日在都柏林南侧拉斯莫恩斯出生。在都柏林和爱丁堡开始上学之后，康寧漢10岁就读于。他于1897年作为海军学员加入皇家海军，在军官训练船不列颠尼亚号擔任船员。在第一次世界大战期间和整个战间期，康寧漢指挥一艘驱逐舰。由于在此期间的出色表现，特别是在达达尼尔海峡和波罗的海地区的行动，他被授予杰出服务勋章和两枚勳帶。
在第二次世界大战中，康寧漢擔任地中海舰队总司令，带领英国海军在几次重要的地中海戰役中取得胜利。其中包括历史上第一次完全的航空兵攻击塔蘭托戰役，和馬塔潘角海戰。康寧漢通过亚历山大港、直布罗陀和馬爾他的主要樞紐控制地中海补给线的防御。他还指揮海军对盟军在西地中海沿岸的主要登陆的支援。 1943年，康寧漢晋升為第一海務大臣，並一直担任该职位直到1946年退休。 1945年，他被授予海德霍普的康寧漢男爵（Baron Cunningham of Hyndhope），第二年成为海德霍普的康寧漢子爵（Viscount Cunningham of Hyndhope）。退休后，康寧漢担任数个礼仪职位，包括在1953年女王伊丽莎白二世的加冕礼擔任貴族法庭審判長。康寧漢于1963年6月12日去世，享年80岁。

## 童年
康寧漢于1883年1月7日出生在都柏林地區的拉思曼斯。康寧漢是丹尼尔·约翰·康寧漢教授與伊丽莎白·卡明·布朗（Elizabeth Cumming Browne）的五个孩子中的第三個。康寧漢的父母都出生在苏格兰。 艾伦·康寧漢是他的弟弟。 康寧漢的父母被描述为具有「强大的知识和文书传统」，其两位祖父都曾担任过神职人员。康寧漢的父亲是都柏林三一学院的解剖学教授 ，母亲為家庭主婦。伊丽莎白·布朗在仆人和女家庭教師的帮助下，負責教育康寧漢。因此，据报道康寧漢与其母親有着「温暖而亲密的」关系。 
在都柏林的学校短暫就讀後，康寧漢被送到爱丁堡公学。在那里康寧漢與他的阿姨 Doodles 和 Connie May 住在一起。 十岁那年，他收到父亲的电报：「你想加入海军吗？」当时，这个家庭與海上没有任何關聯，康寧漢对海洋只有模糊的兴趣。不过，他回答「是的，我想成为海军上将。」 他之後被送往，一間专门為学生通过入学考试的海軍預備學校。 康寧漢通过考试，並展現傑出的数学能力。 

## 早期海军生涯

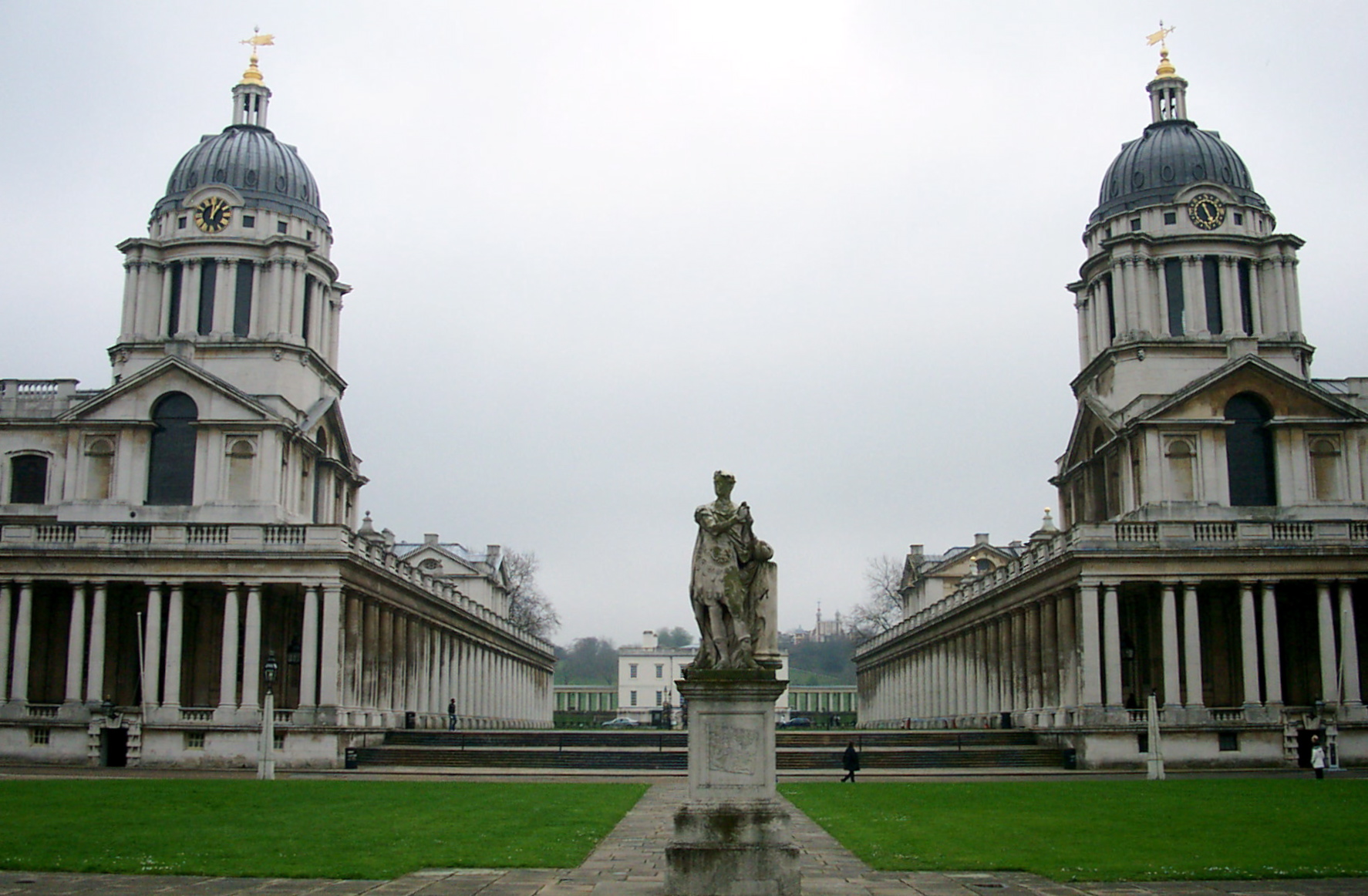
格林威治皇家海军学院

1897年1月15日，康寧漢与其他64个男孩一起加入皇家海军，成为不列顛尼亞號训练艦上的学员。他的一位同学詹姆斯•萨默维尔爵士是未来的海军上将。 康寧漢以缺乏野外运动的热情而闻名，尽管他确实喜欢打高尔夫球，并把大部分业余时间都花在「在船上闲逛」。 康寧漢在回忆录中说，到课程结束时，他“急于寻求海上冒险”。尽管犯下许多小過錯，他的行為举止仍屬良好。  1898年4月，康寧漢以名列第十畢業，並在数学和航海技术獲得一等的优异成绩。 
康寧漢最初以見習軍官身分於1899年在多利斯號防護巡洋艦服役，於第二次布尔战争爆发时在好望角站服役。 到1900年2月，康寧漢已转入海軍旅，因为他相信「这为勇敢和出色的行动提供了机会」。康寧漢随后将其作为海军旅的一部分，在普利托利亞與鑽石山參與戰鬥。康寧漢於1901年12月回到海上，在漢尼拔號戰艦擔任見習軍官。次年11月，他加入戴雅登號防护巡洋舰。从1902年开始，康寧漢在朴次茅斯和格林威治攻读少尉课程。1903年他在地中海的怨仇號战舰担任少尉 。1903年9月，他被调到蝗蟲號担任執行官。他于1904年晋升为中尉，并在之后的四年中在多艘船上服役。 1908年，他被授予指揮第一艘船艦第14号鱼雷艇。

## 第一次世界大战

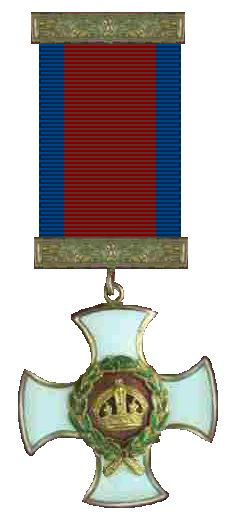
杰出服役勳章

康寧漢在第一次世界大战期间獲得多個授勳，包括杰出服务勋章和两个勳章掛條。 1911年，他被授予指揮蠍子號驱逐舰，在整个战争中都指挥此艦。 1914年，蠍子號參與跟蹤德国格本號大巡洋艦與布雷斯勞號小巡洋艦。该行动旨在寻找并摧毁格本號和布雷斯勞號，但德国军舰擺脱英国舰队， 并通过达达尼尔海峡到达君士坦丁堡。他们的到来促成鄂圖曼帝國於1914年11月加入同盟國。尽管这是一场不流血的「战斗」，但英国人的失败在政治和军事上产生巨大的后果。根據温斯顿·丘吉尔的敘述，這兩艘船带来「比以往任何一艘船的罗盘更大的屠杀，更多的痛苦和更多的毁灭。」 
康寧漢繼續留在地中海。1915年，蠍子號参与对达达尼尔海峡的进攻。康寧漢因表现出色而获得晋升为指揮官并获得杰出服务勋章。 1916年大部分时间康寧漢在进行常规巡逻。 1916年下半年，他从事保护船隊工作，他认为这是平凡的任務。 在此期间，他没有与德国的U艇接触，对此他发表了评论，「我的船队免於騷擾可能是由于运气好」。 他坚信地中海几乎没有进攻的可能性，因此他要求航行回国。蠍子號于1918年1月21日退役。康寧漢在担任蝎子號艦長的七年间，已经以一流的航海技术而闻名。 1918年4月海军上将罗杰·凯斯將他调至兇悍號驅逐艦，隸屬多佛巡逻队。由于在多佛巡逻队的表現，他于次年被授予杰出服务勋章上的一枚勳章掛條。 

## 战間期

### 与考恩的際遇
战间期康寧漢參與许多行动。 1919年，他指挥S级驱逐舰海火號在波罗的海执行任务。當時共产党人、俄国白军、各路拉脱维亚民族主义者、德国人和波兰人的试图控制拉脱维亚。布列斯特-利托夫斯克条约簽署后，英国政府承认拉脱维亚的独立。正是在这次航行中，康寧漢首次遇到沃特·考恩海军上将。康寧漢对考恩的做法印象深刻，特别是在潜在危险海域的航行，有浓雾和水雷威胁着舰队。 在与试图破坏拉脱维亚独立运动的德军的几次可能產生麻煩的接触中，康寧漢表现出「良好的自我控制和判断力」。考恩曾表示：「康寧漢艦長一次又一次地表现出坚定的毅力和果断，并证明自己是一位英勇无畏，决心坚定的军官。」 
由于他在波罗的海的行動，康寧漢被授予他杰出服务勋章上的第二枚勳章掛條， 并于 1920 年晋升为上校 。 1922 年从波罗的海返回后，他被任命为第第六驱逐舰區艦隊的指揮官。康寧漢之後於1923 年指揮第一驱逐舰區艦隊，以及1924 年至 1926 年指揮福斯湾埃德加港的驱逐舰基地洛欽瓦爾。 1926 年至 1928 年期间，康寧漢繼續與考恩中將一同工作。当时康寧漢在北美和西印度群岛舰队服役，担任考恩的旗艦指揮官與參謀長。在他的回忆录中，康寧漢清楚地表明他对考恩的「極高敬重」，以及他在两人共同服役期间从考恩那里学到的许多教训。  1920 年代后期，康寧漢回到英国在施爾尼斯高级軍官學校與帝國國防學院進修。 1929 年，当康寧漢在帝国国防学院时，他与诺娜·拜亚特（Nona Byatt）结婚。在学院待一年后，康寧漢获得他的第一艘大型船艦羅德尼號戰艦的指挥权。十八个月后，他被任命为查塔姆皇家海军军营的指揮官。 

### 晋升將官

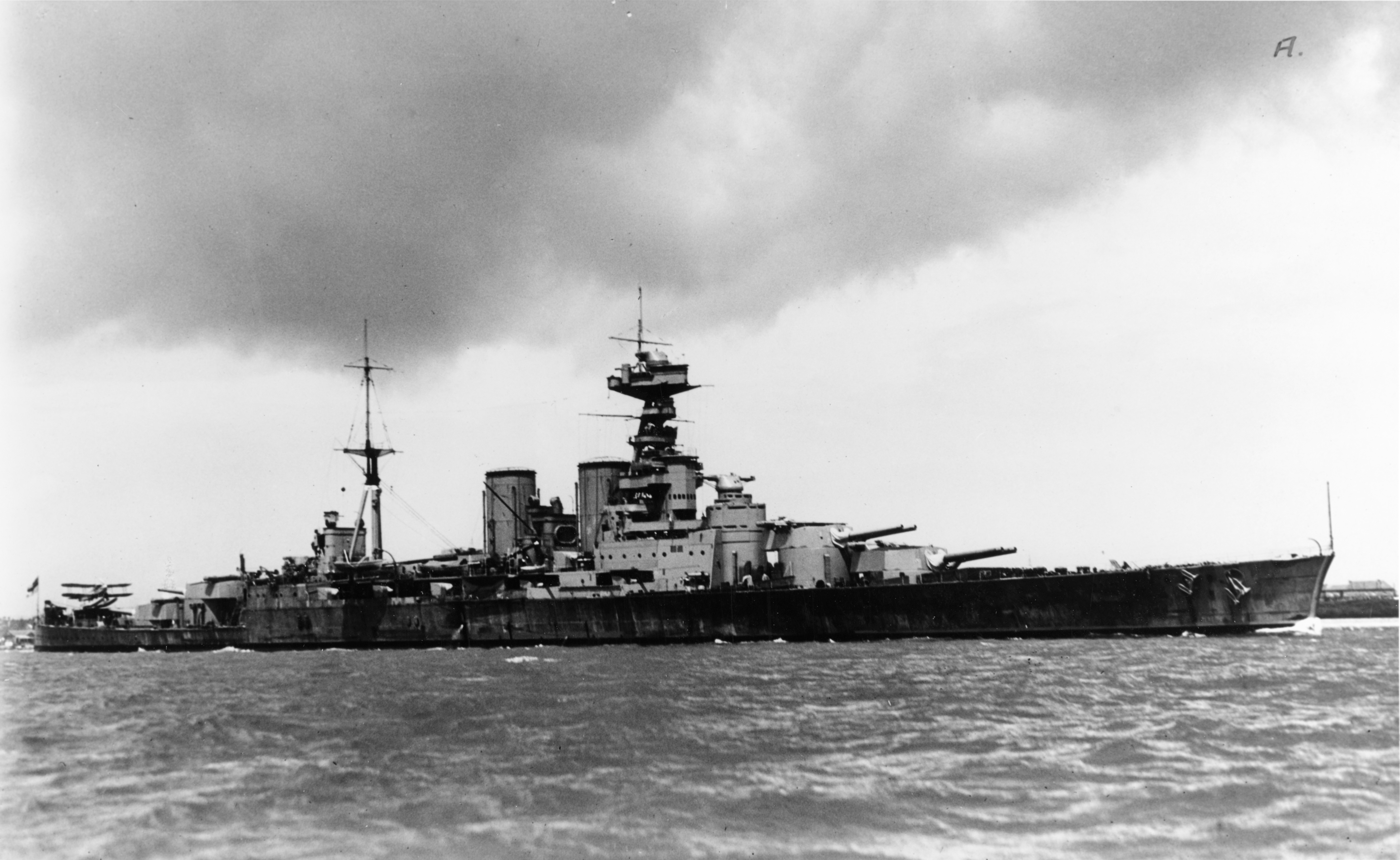
胡德号战列巡洋舰，康寧漢作为地中海舰队副指揮官的旗舰。

1932 年 9 月，康寧漢晋升为將官，并成为国王的副官。 1933 年 12 月，他被任命为海军少将（驱逐舰），於地中海服役。并于 1934 年獲得巴斯勳章。康寧漢以考文垂號作為旗艦，花費时间练习指揮舰队，這使他在第二次世界大战中的表現获得很多赞誉。 他还在大西洋进行舰队演习，在演习中他学习夜间行动的技能和价值，這将在未来几年内发挥巨大作用。
1936 年 7 月晋升为海军中将时，由于两次世界大战之间的海军政策，进一步的晉升似乎遥不可及。然而，一年后，由于杰弗里·布莱克爵士生病，康寧漢接受与战列巡洋舰分艦隊指挥官和地中海舰队副指挥官的联合任命，並以胡德號作为他的旗舰。 比起之前在小船上长期服役，康寧漢认为他在胡德号上的住宿可說是富丽堂皇， 甚至超过罗德尼号。 
他一直担任指挥官直到 1938 年 9 月被任命为海軍副參謀長，尽管他直到 1938 年 12 月才真正担任这个职位。康寧漢不情愿地接受这份岸上的工作，因为他厌恶行政，但海军部对他展現高度的重视。在时任第一海務大臣的羅傑·巴克豪斯上将生病期间，他担任巴克豪斯在帝国国防委员会和海军部委员会的代表。 1939 年，他被授予爵級司令勳章（KCB），后被称为安德鲁·康寧漢爵士。 

## 第二次世界大战
康寧漢将指挥地中海舰队描述为「皇家海军必须提供的最好指挥」 ，他在回忆录中评论「我對地中海的了解可能與我这一代的任何海军军官一樣多」。 康寧漢於1939 年 6 月 5 日抵达亚历山大港。1939 年 6 月 6 日，康寧漢在厭戰號戰艦升起他的旗幟，就任地中海艦隊总司令。作为总司令，康寧漢最关心的是前往埃及和馬爾他的船队安全。这些船队非常重要，因为他们迫切需要在战争中維持马耳他这个英国的小型殖民地和海军基地。康寧漢完全理解马耳他是一个战略据点。 康寧漢认为，对在地中海英国海上力量的主要威胁将来自意大利舰队。 因此，康寧漢的舰队处于高度戒备状态。当意大利确实选择进入敌对行动时，英国舰队将做好准备。 

### 法国投降（1940 年 6 月）
1940 年 6 月法国沦陷后，作为地中海地区总司令，康寧漢不得不与法国海军上将勒内-埃米尔·戈德弗罗伊谈判，以实现法国海軍第十艦隊在亚历山大港的解除武裝和拘留。丘吉尔曾命令康寧漢阻止法国军舰离开港口，并确保法国军舰不会落入敌手。当时驻扎在亚历山大港的康寧漢与戈德弗罗伊进行微妙的谈判，以确保他的舰队（由洛林号战列舰、四艘巡洋舰、三艘驱逐舰和一艘潜艇组成）不会构成威胁。 海军部命令康寧漢在 7 月 3 日完成谈判。 就在协议似乎即将达成时，戈弗罗伊听说英国在凱比爾港对法国采取行动。康寧漢曾担心法国和英国军舰在亚历山大港内发生战斗。康寧漢将法國人置于更个人化的层面并让英国船艦向法国艦隊呼籲。雖然截止日期已过，但谈判成功。 法国人清空他们的燃料艙，并从艦砲上拆除发射装置， 而康寧漢承诺遣返船员。

### 塔兰托战役（1940 年 11 月）

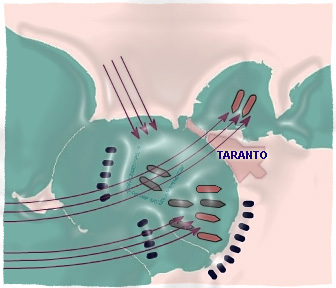
英国飞机在塔兰托的攻击方向

尽管来自法国舰队的威胁已被消除，但康寧漢仍然在意義大利舰队对埃及英軍构成的威胁。尽管皇家海军在地中海的几次行动中获胜，大大破坏權力平衡，但遵循存在舰队理论的義大利人已将船艦停靠在港口，对英国舰队的出击造成威胁。 当时塔兰托港有六艘战列舰（其中五艘具有战斗力）、七艘重巡洋舰、两艘轻巡洋舰和八艘驱逐舰。海军部担心攻击的可能性，已经制定旨在突击塔兰托港的代號審判行动。为进行攻击，海军部派出新的航空母舰光輝號，由拉姆利·萊斯特指挥。
攻击于 1940 年 11 月 11 日 21:00 开始，第一波剑鱼式鱼雷轰炸机从光輝號起飛，一小时后第二波起飞。这次袭击取得巨大的成功： 義大利舰队在一夜之间失去一半的力量。 「存在舰队」的重要性降低了，对皇家海军控制地中海的威胁也大大减少。康寧漢说：「塔兰托和1940年11月11至12日的夜晚，应该永远被记住。海军航空兵已展現其為海军最具破坏性的武器。」 皇家海军发动历史上第一次少量飛機从航空母舰上起飛的全飞机海上攻击。这一点以及这次突袭的其他方面是日本计划1941年袭击珍珠港的重要參考。
康寧漢当时的官方反应非常简洁。在最后一架攻击机着艦后，光輝號发出「審判行动達成」的信号。第二天康寧漢看到空中侦察照片显示有几艘意大利船艦沉没或失去行动能力后，他回复两个字母的代码组，表示「行动执行得很好」。

### 马塔潘角海战（1941 年 3 月）

马塔潘角战役概要

1941 年 3 月下旬，希特勒希望阻止向希腊的英国远征军提供补给的船队，義大利海军是唯一能動用的部队。 康寧漢在他的传记中说：「我自己倾向于认为意大利人不会尝试任何事情。我向指揮官鮑爾打赌十先令我们看不到敌人。」 
在德国的压力下，意大利舰队计划于 1941 年 3 月 28 日对英国舰队发动攻击。意大利指挥官安吉洛·亚奇诺海军上将打算对该地区的英国巡洋舰分舰队（由亨利·普里德姆-威佩尔爵士指挥）发动突然袭击，与维托里奥·威尼托号战列舰进行钳形攻势。 不过，康寧漢通过截获意大利恩尼格玛密码机訊息了解意大利海军的活动。尽管意大利的意图尚不清楚，但康寧漢的工作人员认为意大利可能会袭击英国的船队，破坏敌人的计划，并在可能的情况下拦截他们的舰队。然而，康寧漢希望掩饰自己的活动，安排一场高尔夫球赛和一次虚构的晚间聚会，以误导敌方特工（事实上，他被当地日本领事竊听了）。 
日落之后，他登上厭戰號戰艦离开亚历山大港。康寧漢意识到空袭会削弱意大利人的力量， 下令可畏號航空母艦的青花魚式魚雷轟炸機发起攻击。对维托里奥·威尼托号的一次打击使她暂时减速，亚奇诺意识到他的舰队在没有空中掩护的情况下很脆弱，命令他的部队撤退。康寧漢下令追击意大利舰队。 
来自可畏號航空母艦的空袭使波拉號巡洋艦瘫痪。亚奇诺不知道康寧漢的舰队正在追击，命令一个巡洋舰分艦隊和驱逐舰返回并保护波拉號。与此同时，亨利·普里德姆-威佩尔的巡洋舰分舰队加入康寧漢的艦隊。 一天发生几次追逐和出击，但雙方都没獲得完全的勝利。 意大利船艦没有配备夜战装备，当夜幕降临时，他们返回塔兰托。 22:00后不久，装备雷达的英国舰队发现意大利人。在第二次世界大战期间海战的关键時刻，巴勒姆號戰列艦、英勇號戰列艦和厭戰號戰艦向两艘意大利巡洋舰开火，距离仅3,800码（3.5 公里），在五分钟内摧毁它们。
尽管维托里奥·威尼托号从战斗中逃脱返回塔兰托，但康寧漢仍因不顾下属建议而在夜间继续追击而获得许多赞誉。 在上一次在塔兰托失败之后，在马塔潘角的失败对意大利海军造成又一次战略打击。五艘船(三艘重巡洋舰和两艘驱逐舰)被击沉，大约 2,400名意大利水手陣亡、失踪或被俘。 英国一架鱼雷轰炸机被击落，只损失三名机组人员。康寧漢输掉与指挥官鮑爾的赌注，但他在地中海战争中赢得战略胜利。 在塔兰托和马塔潘角的失败意味着意大利海军没有干预 1941 年晚些时候希腊和克里特岛的激烈撤离。它还确保在战争的剩余时间里，義大利皇家海軍将东地中海让给盟军舰队，并且不会在战争的剩余时间离开港口。

### 克里特岛战役（1941 年 5 月）

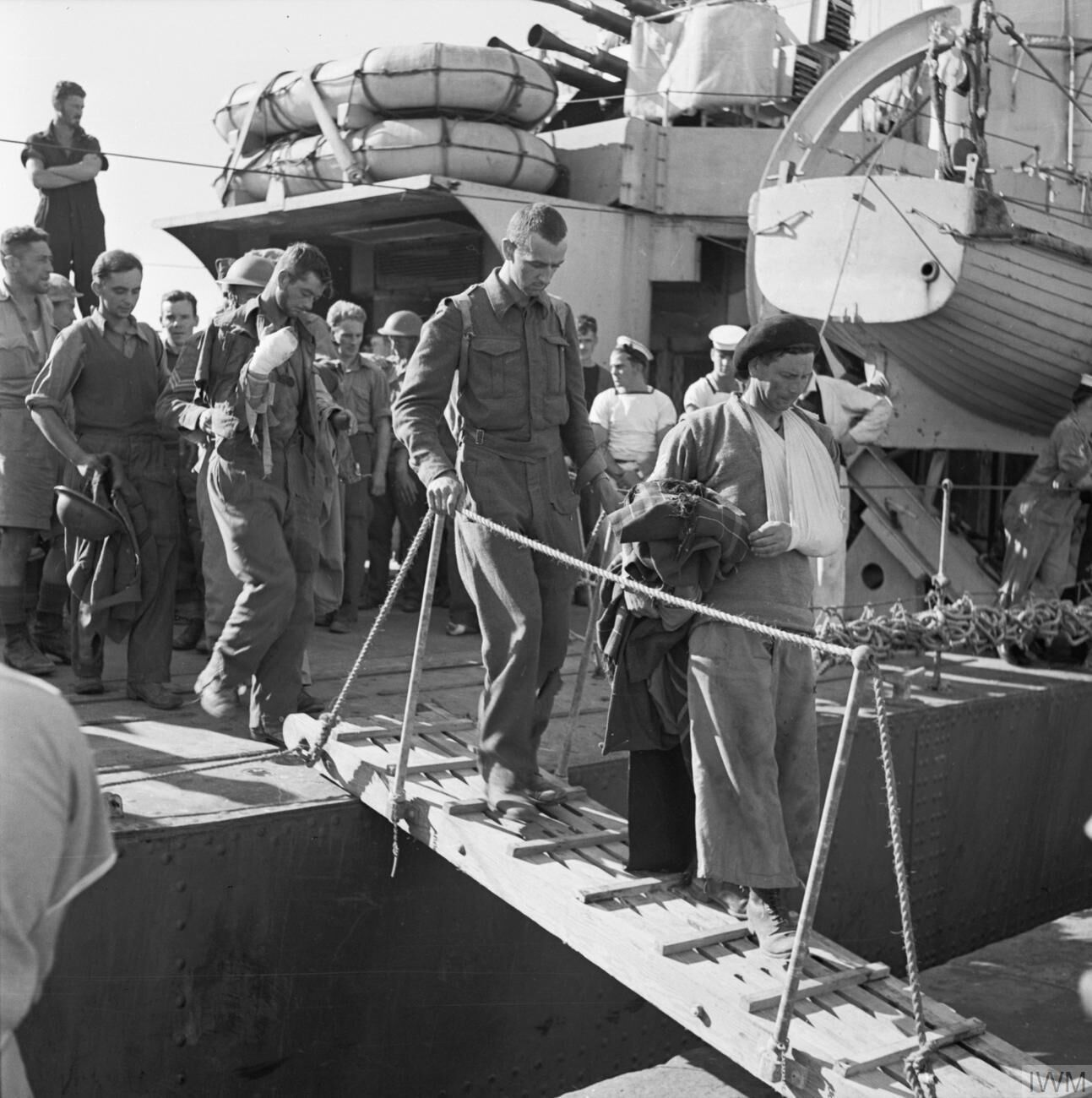
英国伤员撤离到亚历山大

1941 年 5 月 20 日上午，纳粹德国发动代号水星行动（德語：Unternehmen Merkur）空降入侵克里特岛。尽管最初伤亡惨重， 克里特岛西部的馬萊邁机场还是落入德国人的手中，使大量增援部队能夠降落并压倒盟军。

经过一周的激烈战斗，英军指挥官认为形势无望，下令从斯法基亚撤军。 在接下来的四个晚上，16,000 名士兵以船艦撤離到埃及（包括拉普拉塔河口海战中著名的阿贾克斯號輕巡洋艦）。较少数量的船艦将在伊拉克利翁单独進行任务的部队撤出，但这些船艦在途中遭到德国空军俯冲轰炸机袭击。在没有空中掩护的情况下，康寧漢的艦隊蒙受严重的损失。然而，康寧漢决心「海军不能让军队失望」。当陆军将军担心他会失去太多船艦时，康寧漢表示:
海軍需要三年建造一艘軍艦，但需要三個世紀建立一個傳統。我們將繼續撤離行動。
康寧漢及其手下「永不言败」的态度意味着克里特岛上的 22,000 人中有 16,500 人获救，但损失三艘巡洋舰和六艘驱逐舰。其他 15 艘主要战舰受损。 

### 盟军远征军 (1943–46)

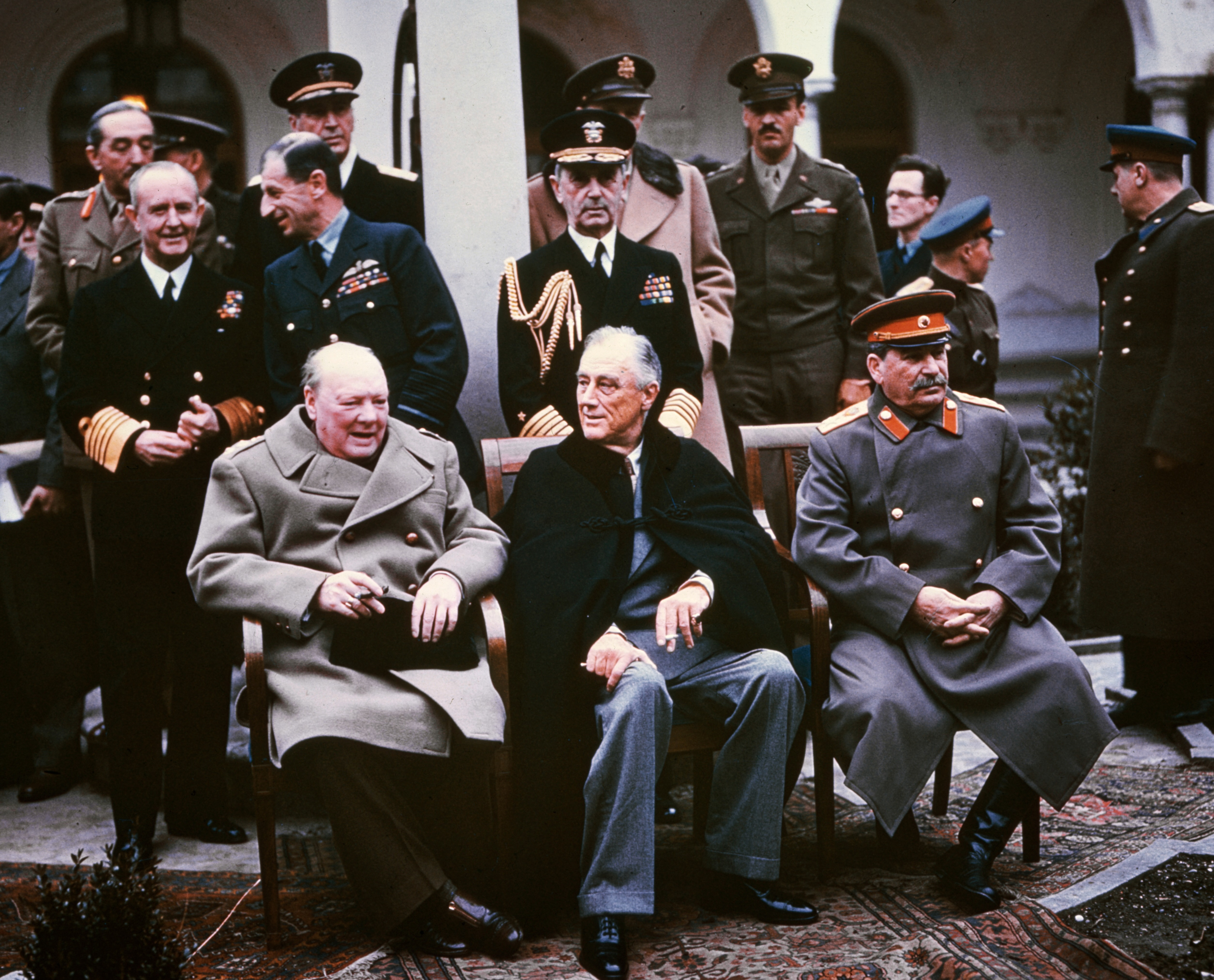
在雅尔塔会议上站在温斯顿·丘吉尔身后的康寧漢。

康寧漢于 1941 年 3 月獲頒巴斯勋章的骑士大十字勋章 (GCB) ，「以表彰最近在中东成功的联合行动」 并於1942 年 7 月被任命为畢曉普斯沃爾瑟姆(南安普敦郡)的男爵。 从 1942 年底到 1943 年初，他在德怀特·大卫·艾森豪威尔手下服役，后者任命他为盟军远征军的海军指挥官。康寧漢指挥負責掩護英美在北非登陆（火炬行動）的大型舰队。艾森豪威尔将军在他的日记中这样评价他：
海軍上將安德魯·布朗·坎寧安爵士。在我看來，他在絕對無私、精力充沛、對職責的奉獻、對自己的任務的了解以及對盟軍行動要求的理解方面，是我下屬中的佼佼者。我對他能高度勝任的看法從未動搖過。
 
1943 年 1 月 21 日，康寧漢晋升为海軍元帥。 1943 年 2 月，他重返地中海舰队总司令的职位。三个月后，当北非的轴心国军队即将投降时，他下令不允许任何敵人逃跑。 完全按照他火热的性格，康寧漢向舰队发出信号「沉没，燃烧和摧毁：不要让任何船艦通过」。 在西西里島戰役、貝敦行動和入侵義大利期间，他负责监督英美联合入侵西西里岛的海军部队。 1943 年 9 月 11 日上午，当意大利舰队投降时，康寧漢在马耳他。康寧漢用电报通知海军部:「很高兴通知他们阁下，意大利舰队现在停泊在马耳他要塞的炮火之下。” 
1943 年 10 月，在達德利·龐德爵士去世后，康寧漢成為第一海务大臣和海军参谋长。这次晋升意味着他不得不放弃他梦寐以求的地中海总司令一职，推荐与他同名的海军上将约翰·康寧漢作为继任者。 作为第一海務大臣及参谋长委员会的成员，康寧漢负责海军在战争剩余时间内的总体战略方向。他出席在开罗、德黑兰、雅尔塔和波茨坦举行的重要会议， 盟军在会上讨论未来的战略，包括入侵诺曼底和部署英国太平洋舰队。
因為安特卫普港在 D 日之后对盟军来说至关重要，康寧漢和拉姆齐海军上将警告盟軍遠征部隊最高司令部和蒙哥马利，当德国人扼守斯海爾德河口时，该港口毫无用处。但是蒙哥马利推迟斯凯尔特河战役，延迟开放港口对冬季来临前的盟军集结造成严重打击。 

## 退休與逝世

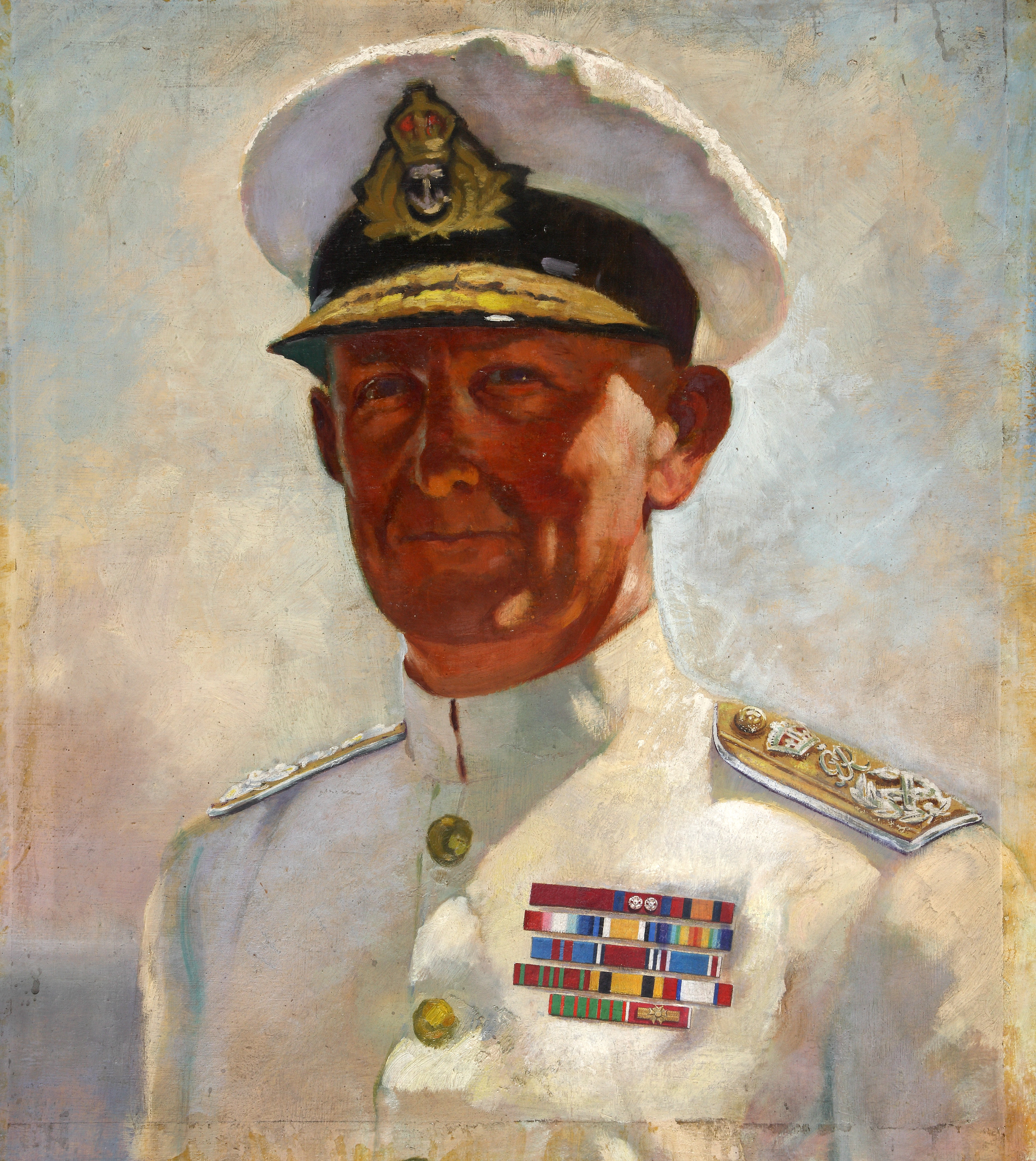
约 1943 年受訊息部委託製作的康寧漢肖像

1945 年 1 月，康寧漢獲頒薊花勳章，并被提升为的塞尔柯克郡柯克霍普的海德霍普的康寧漢男爵爵位。 他有权在 1945 年战争结束时退休，但他决定在退休前引導海军过渡到和平時期。随着 1945 年克萊曼·艾德礼被选举为英国首相，和其战后共识的执行，国防预算大幅降低。大规模的重组对康寧漢来说是一个挑战。「我们很快就會意识到发动战争比为了和平而重组要容易得多。」 由于所有三个军种的预算压力，海军开始一项比康寧漢设想的更大的削减计划。 
1945年6月康寧漢被選為愛丁堡大學校長。 在1946 年新年荣誉中，他被任命为塞尔柯克郡柯克霍普的海德霍普的康寧漢子爵并于同年 6 月被授予功績勳章。  1946 年 5 月底，在监督过渡到和平时期后，康寧漢从第一海务大臣的职位上退休。 坎宁安回到畢曉普斯沃爾瑟姆的「乡间小房子」，「宫殿之家」，这是他和康寧漢夫人在战前获得的。他们俩都过着忙碌的退休生活。 他不定期地出席上议院，偶尔借他的名字发表关于皇家海军的新闻声明，特别是那些与海军上將达德利·诺斯有关的声明，后者于 1940 年被解除直布罗陀的指挥权。康寧漢和舰队中几位仍在世的海军上将开始为诺斯伸张正义，他们在 1957 年获得部分平反。 康寧漢还忙于各种職位；他于 1950 年和 1952 年担任苏格兰教会大会的高级专员， 并于 1953 年在伊丽莎白女王二世的加冕礼擔任貴族法庭審判長。 在这段时间里，康寧漢夫婦在他们广阔的花园里招待家人和朋友，包括他自己的侄孙乔克·斯莱特。康寧漢于 1963 年 6 月 12 日在伦敦去世， 并在朴茨茅斯外海海葬。 康寧漢夫婦没有孩子，因此他的头衔在他去世后消失。 

## 紀念與文化

### 紀念
- 1967 年 4 月 2 日，爱丁堡公爵菲利普亲王在伦敦特拉法加广场为弗兰塔·贝尔斯基（英语：Franta Belsky）制作的康寧漢半身像揭幕。 [60] 1967 年 4 月 12 日爱丁堡公爵在特拉法加广场揭幕的康寧漢青铜半身像。

1967 年 4 月 12 日爱丁堡公爵在特拉法加广场揭幕的康寧漢青铜半身像。

- 2010 年 4 月，英国海军将2010年埃亚菲亚德拉火山喷发后因航空旅行中断而滞留在欧洲大陆的英国军事人员和航空乘客运送回英国，以他的名字命名为康寧漢行動（英语：Operation Cunningham）。 [61]

### 文化
- 在遊戲公司戰遊網開發運營的線上遊戲戰艦世界中，安德魯•康寧漢作為一名特殊指揮官，可在 0.9.1 更新英國巡洋艦活動期間以皇家代幣兌換[62]，現在也可以在軍械庫中以煤炭購買。[63]

## 头衔與荣誉
以下是安德鲁·布朗·康寧漢生前获得的奖项和头衔列表。

### 英国
| 荣誉                     | 缩写/标题            | 授予日期          |
| ------------------------ | -------------------- | ----------------- |
| 傑出服務勳章             | DSO                  | 1916 年 3 月      |
| 杰出服务勋章的第一枚勳帶 | DSO*                 | 1919 年 2 月      |
| 杰出服务勳章的第二枚勳帶 | DSO**                | 1920 年 5 月      |
| 三等巴斯勳章             | CB                   | 1934 年 6 月      |
| 爵級司令巴斯勋章         | KCB                  | 1939 年 1 月      |
| 爵級大十字巴斯勋章       | GCB                  | 1941 年 3 月      |
| 男爵                     | Bt.                  | 1942 年 7 月 7 日 |
| 薊花勳章                 | KT                   | 1945 年 1 月      |
| 男爵                     | 海德霍普的康寧漢男爵 | 1945 年 8 月      |
| 子爵                     | 海德霍普的康寧漢子爵 | 1946 年 1 月      |
| 功绩勋章                 | OM                   | 1946 年 6 月      |

### 其他国家的獎項
| 獎項                       | 国家     |
| -------------------------- | -------- |
| 戰爭十字勳章               | 比利时   |
| 一等雲麾勳章               | 中華民国 |
| 榮譽軍團勳章               | 法国     |
| 戰爭十字勳章 1939–1945     | 法国     |
| 軍事勳章                   | 法国     |
| 一等軍事功绩勳章           | 希腊     |
| 乔治一世大十字勋章         | 希腊     |
| 埃薩姆阿拉維大官佐勳章     | 摩洛哥   |
| 荷蘭皇家獅子騎士大十字勳章 | 荷兰     |
| 大綬榮譽勳章               | 突尼斯   |
| 總司令級功绩勋章           | 美国     |
| 海军杰出服役勋章           | 美國     |
| 陆军杰出服役勋章           | 美國     |
| 欧非中东战役奖章           | 美國     |